# آنیما و آنیموس
آنیما و آنیموس (به انگلیسی: Anima and Animus)، در مکتب روانشناسی تحلیلی کارل گوستاو یونگ به بخش ناهشیار یا خودِ درونیِ راستینِ هر فرد گفته می‌شود که در مقابل نقاب یا نمود برونی شخصیت قرار می‌گیرد. آنیما در ضمیر ناهشیار مرد به صورت یکی شخصیت درونی زنانه جلوه‌گر می‌شود و آنیموس در ضمیر ناهشیار زن به صورت یکی شخصیت درونی مردانه پدیدار می‌شود.
یونگ برای نگرش بیرونی شخصیت حالتی را قائل بود که آن را نقاب می‌نامید. و در کنار این نیز معتقد بود همهٔ انسان‌ها نگرش و شخصیتی درونی هم دارند که در جهت دنیای ناهشیار می‌باشد. یونگ برای توصیف و مشخص گردیدن جنبهٔ ناخودآگاه زنانهٔ شخصیت یک مرد از کلمهٔ آنیما استفاده می‌نمود. در مقابل کلمهٔ آنیموس هم جنبهٔ مردانهٔ شخصیت یک زن را ابراز می‌کند. 
این گونه جنبه‌های ناخودآگاه شخصیت در نوع رفتارهای زن و مرد اهمیت بسزایی دارد. که این قسمت‌ها مکمل‌هایی برای نقاب هستند. 
برای نمونه یونگ مثال‌هایی می‌آورد، مانند: ستمکاری که با توجه به روا داشتن ظلم ترس‌های درونی و کابوس‌های وحشتناک او را به ستوه آورده‌است، یا روشنفکری که نشان می‌دهد از لحاظ روانی بسیار احساساتی است.

## آنیما
عنصر زنانه یا عنصر مادینه در مَرد که آن را آنیما (anima) می‌نامند معمولاً به وسیلهٔ مادر شکل می‌گیرد.
رایج‌ترین نمود عنصر مادینه، تخیلات شهوانی‌ست و مردان ممکن است تا جایی کشیده شوند که با دیدن فیلم‌های پورنو خود را ارضا کنند. این جنبه ناهنجار و بدوی عنصر مادینه تنها زمانی شکل می‌گیرد که مرد به قدر کافی مناسبات عاطفی خود را پرورش نداده باشد و وضعیت عاطفی او نسبت به زندگی، کودکانه باقی مانده باشد.
از جنبه‌های مثبت عنصر مادینه می‌توان به این اشاره کرد که مرد را یاری می‌دهد تا همسر مناسب خود را بیابد. همچنین در زمانی که ذهن منطقی مرد از تشخیص کنش‌های پنهان ناخودآگاه عاجز می‌شود به یاری او می‌آید تا آن‌ها را آشکار کند. نقش حیاتی‌تر دیگر عنصر مادینه (آنیما) این است که به ذهن اجازه می‌دهد تا خود را با ارزش‌های واقعی درونی همساز کرده و راه به ژرف‌ترین بخش‌های وجود برد. عنصر مادینه، نقش میانجی را میان «من» و دنیای درونی فرد (یعنی «خود») برعهده دارد.
عنصر مادینه هنگامی نقش مثبت می‌گیرد که مرد به‌گونه‌ای جدی به احساسات، خلق‌وخو، خواهش‌ها و نمایه‌هایی که از آن تراوش می‌کند توجه کند و به آن شکل بدهد. مثلاً به صورت نوشته‌های ادبی، نقاشی، هنرهای تجسمی، موسیقی یا رقص. بر مبنای نظر یونگ، انکشاف و پیشرفت عنصر مادینه در وجود مرد، چهار مرحله دارد:
- حوا: در این مرحله روابطی کاملاً غریزی و زیستی دارد.
- هلن: هلن در داستان تروا که گرچه شخصیتی افسانه‌ای و زیبا دارد اما عناصر جنسی همچنان مشخصه اصلی آن است.
- مریم مقدس: مرحله‌ای که در آن عنصر مادینه، عشق (eros) را تا به مقام پارسایی روح بالا می‌برد.
- سوفیا: مرحله خرد یا سوفیا که حتی از پارسایی و خلوص نیز فراتر می‌رود. انکشاف روانی مرد امروزی به‌ندرت به این مرحله می‌رسد.

احترام بیش‌ازحد به عنصر مادینه به منزله تمثیل مذهبی، خطر از دست دادن جنبه‌های فردی را داشته، خطر فرافکنی را به وجود آورده یا مرد را قربانی تمایلات جنسی خود می‌کند یا ناگزیر به بند یک زن واقعی می‌کشاند.

## آنیموس
عنصر مردانه یا عنصر نَرینه در زن که آن را آنیموس (Animus) می‌نامند از پدر فرد تأثیر می‌گیرد. عنصر مردانه به‌ندرت به شکل تخیلات جنسی نمود پیدا می‌کند و اغلب به صورت اعتقاد نهفته «مقدس» پدیدار می‌شود.
افکار ناخودآگاه عنصر مردانه گاهی چنان حالت انفعالی به خود می‌گیرد که ممکن است به فلج شدن احساسات یا احساس ناامنی شدید و احساس پوچی منجر شود.
عنصر نرینه در وجود زن، همچون عنصر زنانه چهار مرحله اکتشاف و پیشرفت دارد:
- قدرت فیزیکی: عنصر مردانه در وجود زن، نخست به صورت نیروی جسمانی ظاهر می‌شود. مثلاً در قالب یک ورزشکار.
- روابط عاشقانه یا عمل: در مرحله دوم دارای روحی مبتکر و با قابلیت برنامه‌ریزی می‌شود. یا مرد رمانتیک.
- استاد یا کشیش: در این مرحله در قالب «گفتار» پدیدار می‌شود؛ همچون استاد یا کشیش.
- اندیشه: در والاترین مرحله با تجسم اندیشه نمودار می‌شود و نقش میانجی تجربه مذهبی را ایفا کرده و به زندگی مفهومی تازه می‌بخشد. عنصر مردانه به زن صلابت روحی می‌دهد، نوعی دلگرمی نادیدنی درونی برای جبران ظرافت ظاهرش. عنصر مردانه در پیشرفته‌ترین شکل خود زن را به تحولات روحی دوران خود پیوند داده حتی سبب می‌شود که بیشتر از مردان، انگاره‌های خلاق را پذیرا باشد و همین یکی از دلایلی بوده که در دوران‌های پیشی در بسیاری از کشورها وظیفه پیشگویی آینده و اراده خداوند به عهده زنان بوده‌است.